# Pilea hassleriana
Pilea hassleriana är en nässelväxtart som beskrevs av Ellsworth Paine Killip. Pilea hassleriana ingår i släktet pileor, och familjen nässelväxter. Inga underarter finns listade i Catalogue of Life.